# イリーナ・ミキテンコ
イリーナ・ミキテンコ（英: Irina Mikitenko、露: Ирина Волынская (Микитенко)、1972年8月23日 - ）は、カザフスタン生まれのドイツの陸上競技選手。長距離を専門とする。2008年ベルリンマラソン優勝、ロンドンマラソン優勝。2009年ロンドンマラソン優勝。

## マラソン転向以前

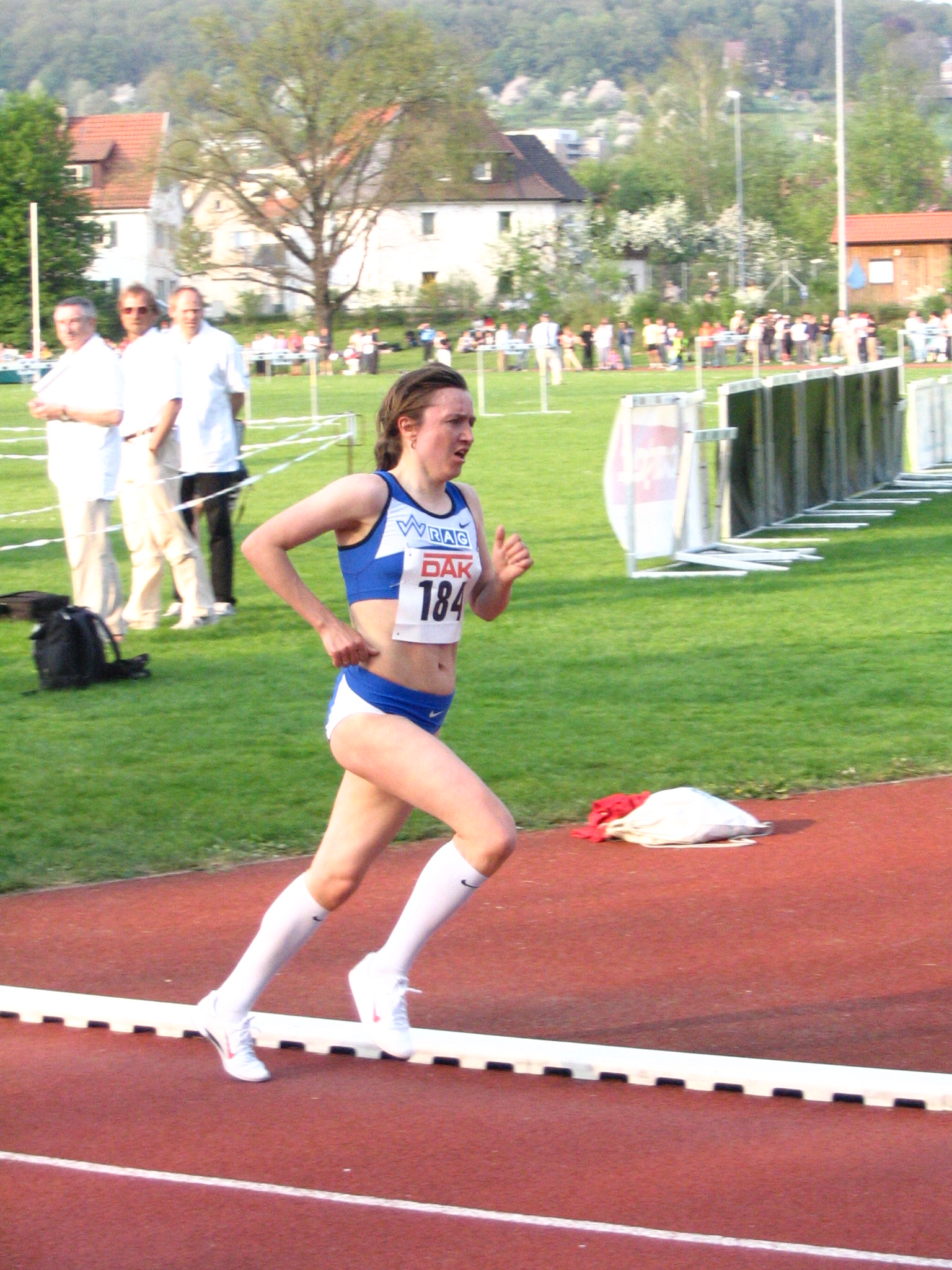
2006年の5月6日にドイツのテュービンゲンで開かれた10000m選手権で

ミキテンコは14歳で長距離走を始めた。カザフスタン代表として1996年のアトランタオリンピック5000mに出場したが予選敗退。親族がドイツにいたため、1996年に夫とドイツに移住した。1998年、10000mのドイツ記録更新。1999年のセビリア世界陸上では5000mで14分50秒17を記録し、カトリン・ヴェッセルのもつ14分54秒32を更新した。同年9月7日にはベルリンで14分42秒03を記録し、自身のもつドイツ記録を更新した。これは現在もドイツ記録である。

## マラソンでの戦歴

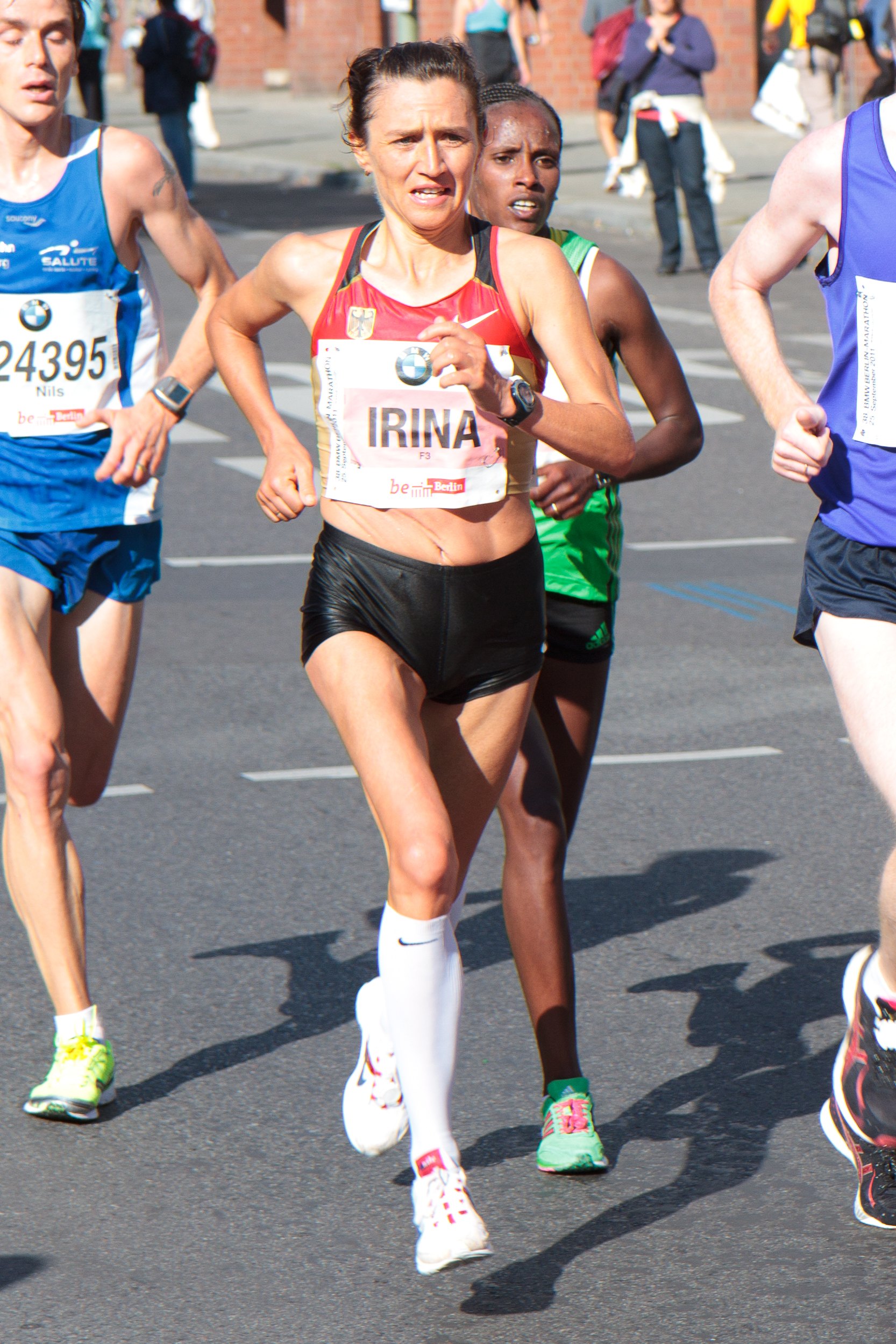
2011年のベルリンマラソンで

ミキテンコは、大器晩成型が多い欧州の女子マラソンランナーの中でも極めて遅咲きの選手である。
2007年に35歳でマラソンに転向すると、翌2008年にはロンドンマラソンでマラソン初優勝し、ベルリンマラソンでは、ポーラ・ラドクリフ、キャサリン・ヌデレバ、野口みずき、に次ぐ世界歴代4位（当時）の2時間19分19秒の好記録で圧勝し、30代後半のランナーにしては異例のサブ20ランナーとなり、ワールドマラソンメジャーズも2年連続で制覇するなど、現役世界最強女子マラソンランナーと目される時期もあった。
その後も安定して2時間22～26分台のタイムでマラソンを走り続け、40代となった今でも世界のトップランナーの1人として元気に現役を続けているが、マラソンで一番勢いがあった時期の北京オリンピック、ベルリン世界陸上では欠場したり、40代に差し掛かる寸前に行われたロンドンオリンピックでは14位に終わるなど、マラソンでの実力の割には不思議と世界大会には縁のない選手である。

## マラソン全戦績
| 年月       | 大会                         | 順位 | 記録          | 備考                 |
| ---------- | ---------------------------- | ---- | ------------- | -------------------- |
| 2007年9月  | ベルリンマラソン             | 2位  | 2時間24分51秒 | 初マラソン           |
| 2008年4月  | ロンドンマラソン             | 優勝 | 2時間24分14秒 |                      |
| 2008年8月  | 北京オリンピック             | DNS  | 記録無し      | 故障により欠場       |
| 2008年9月  | ベルリンマラソン             | 優勝 | 2時間19分19秒 | 自己ベスト           |
| 2009年4月  | ロンドンマラソン             | 優勝 | 2時間22分11秒 |                      |
| 2009年8月  | 2009年世界陸上競技選手権大会 | DNS  | 記録無し      |                      |
| 2009年10月 | シカゴマラソン               | 2位  | 2時間26分31秒 |                      |
| 2010年4月  | ロンドンマラソン             | DNF  | 途中棄権      | 22kmで途中棄権       |
| 2010年10月 | シカゴマラソン               | 5位  | 2時間26分40秒 |                      |
| 2011年4月  | ロンドンマラソン             | 7位  | 2時間24分24秒 |                      |
| 2011年9月  | ベルリンマラソン             | 2位  | 2時間22分18秒 |                      |
| 2012年4月  | ロンドンマラソン             | 7位  | 2時間24分53秒 |                      |
| 2012年8月  | ロンドンオリンピック         | 14位 | 2時間26分44秒 |                      |
| 2013年2月  | 東京マラソン                 | 3位  | 2時間26分41秒 |                      |
| 2013年9月  | ベルリンマラソン             | 3位  | 2時間24分54秒 | 女子40代世界最高記録 |